# Fillotassi
Fillotassi è un termine che deriva dal greco φύλλον (phyllon 'foglia') e τάξις (taxis 'ordine').
È una branca della botanica preposta allo studio ed alla determinazione dell'ordine con cui le varie entità botaniche (foglie, fiori, etc.) vengono distribuite nello spazio, conferendo una struttura geometrica alle piante.

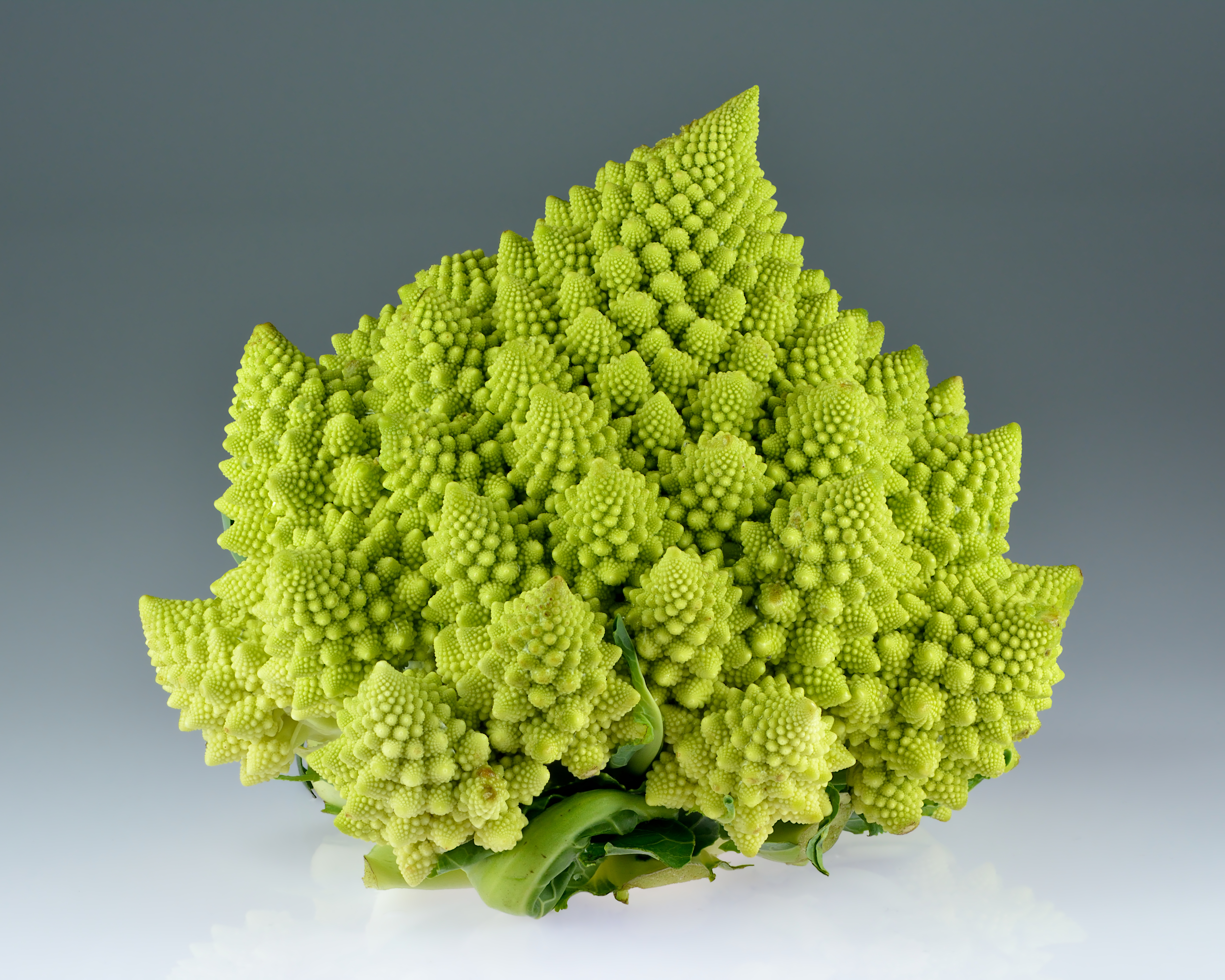
Il broccolo romanesco

Da semplici osservazioni botaniche che mirano ad individuare il numero di foglie presenti su ciascun nodo e l'orientamento di queste rispetto alle foglie del nodo superiore, oggi la fillotassi si è potuta avvalere di studi incrociati di matematici e botanici, i quali hanno rivelato un sistema assai semplice (ma incredibilmente efficace) adottato dalle piante per generare non solo strutture semplici ma anche morfologie complesse a spirale, quali quelle delle pigne o del broccolo romanesco.
Nel gioco della morfogenesi (il processo di costruzione delle piante e delle loro parti) molte piante manifestano preferenza per leggi riconducibili alla successione numerica di Fibonacci e della correlata sezione aurea.

## Storia

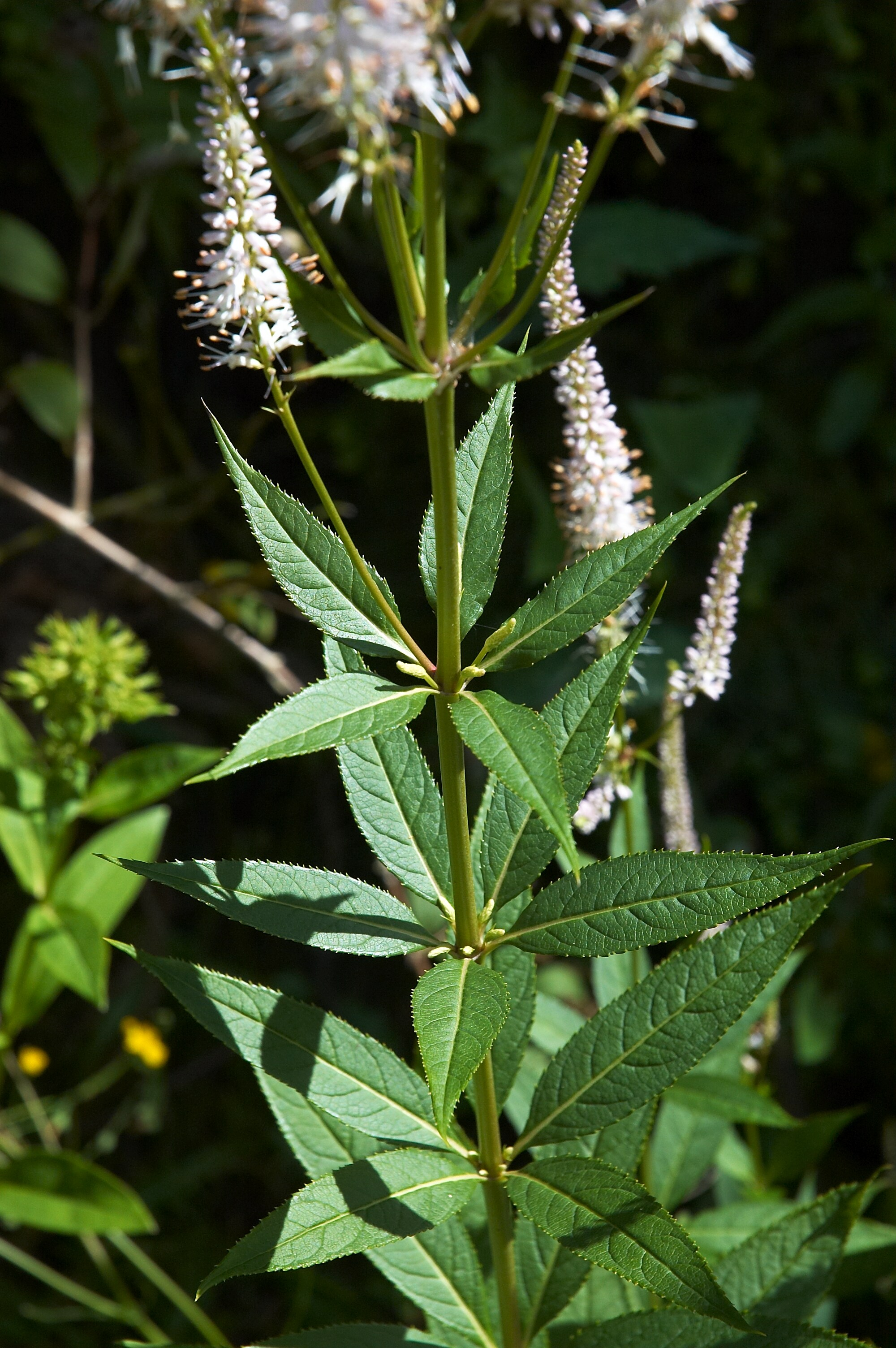
Veronicastrum virginicum ha un andamento di posizione di foglie a spirale separate da lunghi internodi

Il fatto che le foglie delle piante si dispongano secondo schemi geometrici era noto già a Teofrasto (371-287 a.C.) ed è stato oggetto di osservazioni nella Naturalis historia di Plinio il Vecchio (23-79 d.C.). Leonardo da Vinci (1452-1519) fu il primo a descrivere il fenomeno in termini geometrici, osservando che alcune foglie si disponevano secondo una struttura spiraliforme, con angoli corrispondenti a 2/5 di un angolo giro.
Keplero (1571-1630)  per primo intuì l'esistenza di una relazione tra la fillotassi e i numeri di Fibonacci, ma fu necessario aspettare il XIX secolo perché l'intuizione di Keplero trovasse conferma in una serie di osservazioni dei botanici Karl Friedrich Schimper (1803-1867) e Alexander Braun (1805-1877) e del cristallografo Auguste Bravais (1811-1863). Questi autori arrivarono alla definizione della regola generale in base alla quale i rapporti di fillotassi si possono esprimere come rapporti tra numeri di Fibonacci.
Nel 1875, Julius von Wiesner (1838-1916) diede per primo una lettura evoluzionistica della fillotassi, ipotizzando che la fillotassi ottimizzi l'assorbimento della luce da parte della pianta, in quanto la disposizione a spirale consente alle foglie di non farsi ombra l'una con le altre.